# Раз, Лиор
Лиор Раз (ивр. ליאור רז‎; род. 24 ноября 1971, Маале-Адумим) — израильский актёр и сценарист. Широкую известность получил за роль Дорона Кавильо в телесериале «Фауда».

## Биография
Лиор Раз родился в Маале-Адумиме, израильском поселении на западном берегу реки Иордан в семи километрах от Иерусалима. Там же Лиор провёл своё детство. Его мать была родом из Алжира и работала учителем. Отец Лиора, родившийся в Ираке, служил в спецподразделении «Шайетет 13» и в службе безопасности «Шабак», а после выхода на пенсию занимался тепличным растениеводством. Лиор с детства научился говорить по-арабски, так как арабская речь постоянно звучала в их доме, и работники теплиц его отца также были арабами.
После окончания школы Раз проходил службу в Армии обороны Израиля. Он стал членом элитного спецподразделения «Дувдеван».
В октябре 1990 года палестинский террорист убил Ирис Азулай, девушку и «первую любовь» Лиора, нанеся ей несколько ударов 15-дюймовым ножом в Иерусалиме. На момент смерти девушке было 18 лет, а Лиору Разу — 19; он встречался с ней уже три года. Террориста арестовали и приговорили к тюремному заключению за убийство ножом трёх израильтян, но в 2011 году освободили в обмен на Гилада Шалита, захваченного движением ХАМАС. Кроме него было освобождено ещё 1026 палестинских заключённых.
В 1993 году Раз был зачислен в запас, после чего переехал в США. В Лос-Анджелесе работал в качестве телохранителя Настасьи Кински, а впоследствии Арнольда Шварценеггера и его жены Марии Шрайвер. В интервью газете «Исраэль хайом» он вспоминал, что его наняли, так как знали о его «военном прошлом», и что «быть сторожевым псом Шварценеггера и его жены было самой гламурной вещью».
В возрасте 24 лет вернулся в Израиль, где начал брать уроки актёрского мастерства в Тель-Авиве. После этого начал играть роли в театральных постановках (в частности, в театре «Гешер») и телесериалах. В 2005 году сыграл свою первую полноценную роль в полнометражном художественном фильме «Радуйтесь».
В 2014 году Лиор Раз совместно с репортёром «Гаареца» Ави Иссахаровым создали идею и написали сюжет к телесериалу «Фауда», в котором Раз также сыграл одну из главных ролей. Хотя события сериала являются вымышленными, многие сюжетные ходы отражают биографию и опыт его создателей. В частности, Раз играет члена спецотряда мистаарвим, контртеррористического спецподразделения ЦАХАЛ, работающего под прикрытием. В декабре 2017 года газета The New York Times признала «Фауду» лучшим иностранным сериалом 2017 года. Сериал выиграл множество наград в Израиле.
7 октября 2023 года во время нападения ХАМАСа на Израиль 51-летний актёр вместе с Йохананом Плеснером и Ави Иссахаровым спасал семьи жителей Сдерота во время обстрелов.

## Личная жизнь
Лиор Раз состоит в браке с актрисой Мейталь Бардой. У пары трое детей. Они проживают в Рамат-Авиве, северном районе Тель-Авива.

## Фильмография

### Фильмы
| Год  | Название                       | Роль                       | Примечания |
| ---- | ------------------------------ | -------------------------- | ---------- |
| 2000 | Дельта форс: Пропавший патруль | Охранник                   |            |
| 2005 | Радуйтесь                      | Шими                       |            |
| 2008 | Всё начинается у моря          | Офицер                     |            |
| 2008 | Эли и Бен                      | Полицейский под прикрытием |            |
| 2010 | Потоп                          | Рафи                       |            |
| 2011 | Полицейский                    |                            |            |
| 2012 | Мир забавен                    | Барак                      |            |
| 2014 | Воспитательница                | Муж Ниры                   |            |
| 2018 | Мария Магдалина                | Лидер сообщества Магдалы   |            |
| 2018 | Операция «Финал»               | Иссер Харель               |            |
| 2019 | Призрачная шестёрка            | Ровач Алимов               |            |
| 2024 | Гладиатор II                   | Виго                       |            |

### Сериалы
| Год       | Название                  | Роль             | Примечания   |
| --------- | ------------------------- | ---------------- | ------------ |
| 2004      | Красный                   | Футбольный судья | 1 эпизод     |
| 2007      | Когда мы будем целоваться | Мики             | 1 эпизод     |
| 2009      | Чудесный развод           | Эран Атлас       | 3 эпизода    |
| 2012      | Ячейка Гординых           | Ниссан Тайтель   | 7 эпизодов   |
| 2013—2016 | Больные на голову         | Шмулик           | 16 эпизодов  |
| 2015—2022 | Фауда                     | Дорон Кавильо    | 48 эпизодов  |
| 2015—2016 | Чокнутая                  | Амос             | 4 эпизода    |
| 2021      | Неслучайность Hit & Run   | Сегев Азулай     | 9 эпизодов   |
| 2023      | Переполненная комната     | Ицак Сафди       | Главная роль |